# Wydział Zarządzania Kulturą Wizualną Akademii Sztuk Pięknych w Warszawie
Wydział Badań Artystycznych i Studiów Kuratorskich (dawniej Wydział Zarządzania Kulturą Wizualną) – jeden z dziewięciu wydziałów Akademii Sztuk Pięknych w Warszawie. Jego siedziba znajduje się przy ul. Wybrzeże Kościuszkowskie 37/39.

## Struktura
- Katedra Dziejów Sztuki i Myśli o Sztuce
- Katedra Metod Badania Sztuki i Architektury
- Katedra Teorii Kultury
- Katedra Historii Sztuki Polskiej Najnowszej
- Pracownia Plastyki[2]
- Biblioteka Wydziałowa

## Kierunki studiów
- historia sztuki

## Władze
- Dziekana: dr Marika Kuźmicz[3]
- Prodziekan do spraw kształcenia: dr Paweł Ignaczak[3]
- Prodziekan do spraw studenckich: dr Piotr P. Płucienniczak[3]